# روکیتنیتسه ناد ییزروو
روکیتنیتسه ناد ییزروو (به چکی: Rokytnice nad Jizerou) یک منطقهٔ مسکونی و شهرستان دارای شهرک سابقاً روستا در جمهوری چک است که در ناحیه سمیلی واقع شده‌است. روکیتنیتسه ناد ییزروو ۳٬۲۵۳ نفر جمعیت دارد.